# Сонино (городской округ Домодедово)
Сонино — деревня в городском округе Домодедово Московской области России.
Расположена у южных окраин города Домодедово, в 4 км к юго-западу от его микрорайона Белые Столбы.

## История
До 1994 гг. деревня входила в Растуновский сельсовет, с 1994 до 2007 гг. — в Растуновский сельский округ Домодедовского района.

## Население
| 2002 | 2010 |
| ---- | ---- |
| 547  | ↗706 |

## Достопримечательности
Усадьба Сонино, объект культурного наследия народов РФ регионального значения.